# Confidencias de mujer
Confidencias de mujer o La vida íntima de cuatro mujeres es una película de George Cukor basada en una novela de Irving Wallace.

## Argumento
Dos prestigiosos sociólogos realizan entrevistas a varias personas para hacer un estudio sobre la sexualidad.

## Otros créditos
- Color: Technicolor
- Sonido: RCA Sound Recording
- Dirección artística: Gene Allen
- Montaje: Robert L. Simpson
- Asistente de dirección: Sergei Petschnikoff y James T. Vaughn
- Sonido: Stanley Jones
- Decorados: George James Hopkins
- Diseño de vestuario: Orry-Kelly
- Maquillaje: Gordon Bau (maquillaje) y Jean Burt Reilly (peluquería)